# Leucandra pallida
Leucandra pallida is een sponssoort in de taxonomische indeling van de kalksponzen (Calcarea). De spons leeft in de zee en zijn steencel bestaat uit calciumcarbonaat.
De spons behoort tot het geslacht Leucandra en behoort tot de familie Grantiidae. De wetenschappelijke naam van de soort werd voor het eerst geldig gepubliceerd in 1931 door Row & Hozawa.